# Sonja Henie
Sonja Henie (n. 8 aprilie 1912, Kristiania, Norvegia – d. 12 octombrie 1969, Oslo, Norvegia) a fost o patinatoare și actriță norvegiană. Ea a fost de trei ori campioană olimpică (1928, 1932, 1936), de zece ori campioană mondială (1927-1936) și de șase ori campioană europeană (1931-1936). Henie a câștigat mai multe titluri olimpice și mondiale decât orice altă patinatoare. La apogeul carierei sale a fost una dintre cele mai bine plătite vedete de la Hollywood.

## Moartea
Henie a fost diagnosticată cu leucemie la mijlocul anilor 1960. A murit la 57 de ani, în 1969, în timpul unui zbor de la Paris la Oslo. 

## Filmografie
| An   | Titlu                        | Rol                     |
| ---- | ---------------------------- | ----------------------- |
| 1927 | Seven Days for Elizabeth     | Skater                  |
| 1929 | Se Norge                     | Rolul ei                |
| 1936 | One in a Million             | Greta "Gretchen" Muller |
| 1937 | Thin Ice                     | Lili Heiser             |
| 1937 | Ali Baba Goes to Town        | Rolul ei                |
| 1938 | Happy Landing                | Trudy Ericksen          |
| 1938 | My Lucky Star                | Krista Nielsen          |
| 1939 | Second Fiddle                | Trudi Hovland           |
| 1939 | Everything Happens at Night  | Louise                  |
| 1941 | Sun Valley Serenade          | Karen Benson            |
| 1942 | Iceland                      | Katina Jonsdottir       |
| 1943 | Wintertime                   | Nora                    |
| 1945 | It's a Pleasure              | Chris Linden            |
| 1948 | The Countess of Monte Cristo | Karen Kirsten           |
| 1958 | Hello London                 | Rolul ei                |

## Legături externe
Materiale media legate de Sonja Henie la Wikimedia Commons
- Sonja Henie la Internet Movie Database
- Sonja Henie la Find a Grave
- Olympic.org Sonja Henie la olympic.org
- en Sonja Henie la Olympedia.org